# Bechtold István
Bechtold István (Kőszeg, 1927. szeptember 29. – Kőszeg, 1991. május 9.) ornitológus, solymász.

## Élete, pályafutása
Édesapja, Bechtold Jakab a természetrajzi szertár őre volt a kőszegi Hunyadi Mátyás Magyar Királyi Reáliskolai Nevelőintézetben.
Középiskolai tanulmányait Budapesten, a Görgey Artúr Hadapród Iskolában kezdte el, de nem fejezhette be. A második világháború utolsó hónapjaiban az evakuált iskolával Németországba utazott ugyan, hazatérve azonban nem folytathatta tanulmányait, és az új rend képviselői más módokon is megkeserítették életét.
Fizikai munkásként a kőszegi Latex-, Posztó- és Nemezgyárban helyezkedett el, ahol csoportvezetőségig vitte, és nyugdíjba is onnan ment.
Madártani szervező és tudományos munkásságát ezzel párhuzamosan, végig amatőrként végezte. Főleg Kőszeg környékének madárvilágát kutatta, de csak a legjelentősebb eredményeit publikálta. Madárkórházában sérült madarakat ápolt.
Külső munkatársként a szombathelyi Savaria Múzeumnak is dolgozott; most ez az intézmény őrzi száznál is több madárpreparátumát. Ő készítette el a Kőszegi Tájvédelmi Körzet élővilágának első összegzését.
Kiválóan rajzolt, egyebek közt rengeteg karikatúrát is. Élete utolsó évtizedeiben Szent György napján ő festette Kőszeg egyik leghíresebb relikviájába, a Szőlő Jövésének Könyvébe a legjellegzetesebb szőlőfajták egy-egy hajtását.
Karikatúráival a város polgárainak állított görbe tükröt. Kiállítása 1979. december 18-án nyílt meg Kőszegen, ahol 95 képen mutatta be a kőszegi embereket: orvosokat, idős tanárokat, sportolókat, iparos mestereket, utcaseprőket, plébánost vagy épp vendéglőst.

## Tudományos tisztségei
- A Magyar Madártani Egyesület solymász szakosztályának elnöke
- A Magyar Madártani Egyesület Chernel István kőszegi csoportjának alapító elnöke (1974)
- A Magyar Madártani Egyesület választmányának tagja

## Fontosabb művei
- Adatok a süvöltő (Pyrrhula pyrrhula) költésbiológiájához (Aquila 73-74, 1967, 161–170)
- Bándi Gábor–Bechtold István: Kőszeg-hegyalja; Vas megyei Idegenforgalmi Hivatal; Szombathely, 1980
- A Kőszegi Tájvédelmi Körzet élővilága (Vasi Szemle, 36, 1982, 207-214)
- Gyurácz József: "Egy sólyom az égre szállt". Válogatás Bechtold István leveleiből; Magyar Nyugat, Szombathely, 2024

## Emlékezete
- Vig Károly, 2000: A Nyugat-magyarországi-peremvidék állattani kutatásának története (Szombathely). in: Magyar múzeumi arcképcsarnok. Bp., 2002. 72. p.

Madártani és meteorológiai megfigyeléseivel megtöltött naplóit a kőszegi Városi Múzeumban, illetve a Magyar Madártani Intézet könyvtárában őrzik.

## Díjak, elismerések
- Széchenyi István emlékplakett (1982)
- Gáyer Gyula emlékplakett (1991, posztumusz)

Halála után Kőszeg díszpolgárává választották.
Róla nevezték el az Őrségi Nemzeti Park Kőszeg keleti részén, a Chernel-kert Arborétum mellett kialakított látogatóközpontját, ahol egyúttal (Chernel Istvánnal és Horváth Ernővel közös) állandó életmű-kiállítását is berendezték.